# Максимальний термометр
Максимáльний термóметр — ртутний термометр, який фіксує найвищу температуру між двома термінами спостереження. Його особливістю є те, що стовпчик ртуті не знижується при охолодженні.

## Призначення
Термометри максимальні призначені для вимірювання максимальної температури будь-яких середовищ і використовуються для контролю температури в дезінфекційних камерах, медичній сфері в розвідувальних газових та нафтових свердловинах.
Максимальний та мінімальний термометр є частиною стандартного обладнання метеорологічної станції, яка використовується метеорологічними службами в усьому світіі. Використовується також для вимірювання мінімальної температури ґрунту.

## Види
- Термометр медицинский максимальний скляний[3]
- Термометр ветеринарний максимальний скляний[4]
- Термометр промисловий максимальний скляний нізкоградусний СП-100[5]

## Виробництво
- ПАТ "Склоприлад"[6]
- ВАТ «Термоприлад»